# William Buell Richards
Pour les articles homonymes, voir Richards.
William Buell Richards, né le 2 mai 1815 à Brockville et mort le 26 janvier 1889 à Ottawa, est un juriste canadien. Il est le premier juge en chef du Canada, de 1875 à 1879.